# Akarioza
Akarioza (choroba roztoczowa, akarapidoza, ang. acariosis of bees, łac. acarapidosis apium) – schorzenie pasożytnicze pszczół dorosłych wywołana przez świdraczka pszczelego (Acarapis woodi) z charakterystycznym długim okresem utajonego przebiegu.